# Johnsonovo vesmírné středisko

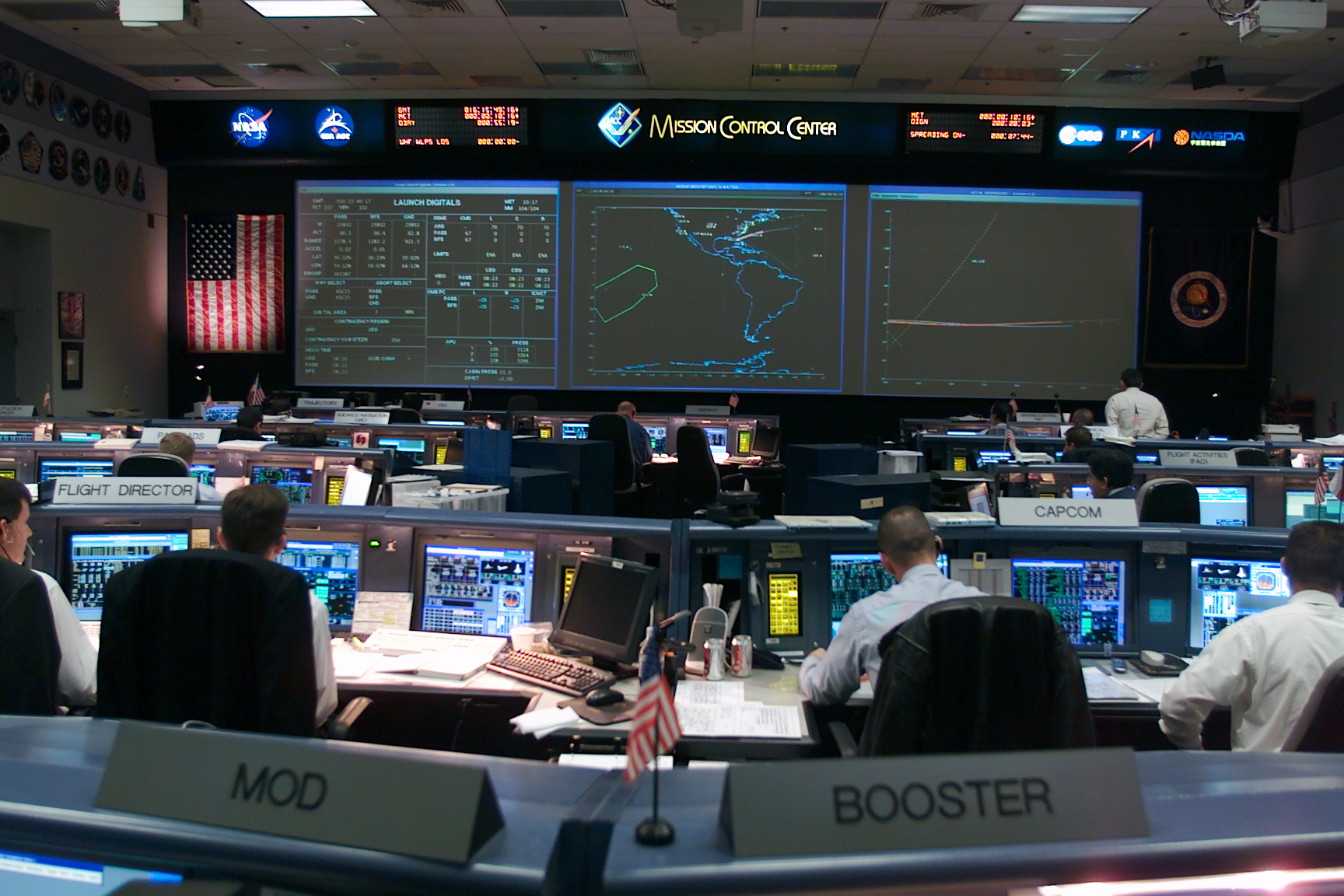
Středisko řízení vesmírných letů v JSC v Houstonu

Johnsonovo vesmírné středisko (Lyndon B. Johnson Space Center) je středisko Národního úřadu pro letectví a kosmonautiku (NASA). Nachází se v jihovýchodním Houstonu, v Texasu. V roce 1973 bylo středisko přejmenováno na počest prezidenta a texaského rodáka Lyndona B. Johnsona.

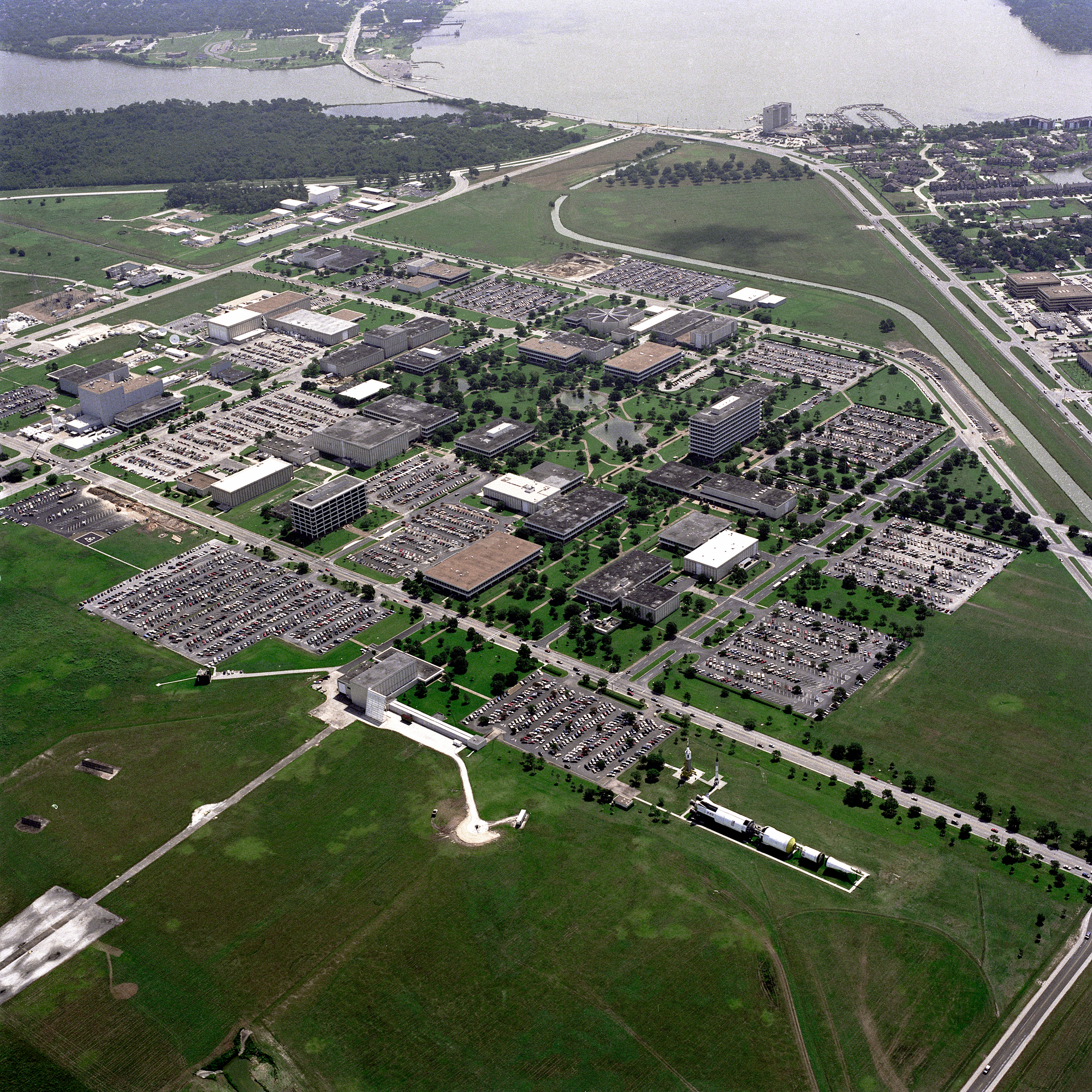
Johnsonovo vesmírné středisko z vrtulníku

## Historie
NASA připravující program letů Apollo měla v Langley svou Skupinu pro pilotované lety (Space Task Group – STG), kterou v roce 1959 vedl Robert Gilhurt. Tato skupina byla přetvořena na Středisko pilotovaných lodí (Manned Spacecraft Center – MSC). Toto středisko bylo později přetvořeno a přejmenováno na Lyndon B. Johnson Space Center – JSC.

## Činnost střediska
Je sídlem oddílu astronautů Spojených států amerických a je zodpovědné za jejich výcvik. V Johnsonově vesmírném středisku sídlí Středisko řízení vesmírných letů NASA, které koordinuje a sleduje všechny pilotované vesmírné lety Spojených států, to jest lety raketoplánů a činnost Mezinárodní kosmické stanice (ISS), v minulosti programů Mercury, Gemini, Apollo, Skylab. Johnsonovo vesmírné středisko je také zodpovědné za řízení operací na White Sands Test Facility v Novém Mexiku, která sloužila jako záložní přistávací místo raketoplánů.